# Pavonia multiflora
Pavonia multiflora é uma espécie de planta do gênero Pavonia e da família Malvaceae.
Pavonia multiflora  destaca-se entre as espécies que apresentam o epicálice duplo, constituído de bractéolas dispostas espiraladamente e com dois tamanhos distintos, por apresentar 12 a 28 bractéolas de colaração rosada e o tubo estaminal maior que a corola com as partes livres dos estames distribuídas nos 2/3 apicais. A espécie possui um grande potecial ornamental. As flores são grandes e vistosas, com o epicálice rosado, cálice arroxeado,  pétalas púrpuras a roxas e as anteras azuis.

## Taxonomia
A espécie foi descrita em 1827 por Augustin Saint-Hilaire.
O seguinte sinônimo já foi catalogado:  
- Triplochlamys multiflora  (A. St.-Hil.) Ulbr.

## Forma de vida
É uma espécie terrícola e arbustiva.

## Descrição
| Caule                     | Caule |
| ------------------------- | --- |
| posição e tipo de tricoma | pubérulo à glabrescente |
| tipo de pecíolo           | 5 à 10 de comprimento |
| Folha                     | |
| tipo                      | inteira/áspera |
| nervação das lâminas      | pinada |
| forma                     | elíptica/ápice acuminado/margem crenada a serreada/margem lisa na base serreada na porção apical/ápice atenuado/base aguda |
| face adaxial e abaxial    | discolor |
| face abaxial              | glabra |
| forma das estípula        | linear |
| posição simetria e número | ereta |
| Inflorescência            | |
| inflorescência            | pauciflora/flor vistosa/condensada na porção apical dos ramo/corimbiforme                                                  |
| Flor                      | |
| bractéola do epicálice    | espiralada/linear/elíptica/livre/rósea/ciliada/12 a 28/com 2 tamanhos diferentes                                           |
| cálice                    | cupuliforme/lobo ovado cordado róseo/externamente com tricoma estrelado e glandular esparso/menor que o epicálice          |
| pétala                    | purpúrea/estreita obovada                                                                                                  |
| gineceu                   | estigma capitado |
| tubo estaminal            | ereto/maior que as pétala/parte livre dos estame nos 2 terço apical do tubo/antera azul                                    |
| Fruto                     | |
| mericarpo                 | obovoide/rostrado/face dorsal com nervação reticulada leve                                                                 |
| Semente                   | |
| forma                     | reniforme/superfície lisa/glabra                                                                                           |

## Conservação
A espécie faz parte da Lista Vermelha das espécies ameaçadas do estado do Espírito Santo, no sudeste do Brasil. A lista foi publicada em 13 de junho de 2005 por intermédio do decreto estadual nº 1.499-R.

## Distribuição
A espécie é encontrada nos estados brasileiros de Espírito Santo e Rio de Janeiro.
A espécie é encontrada no domínio fitogeográfico de Mata Atlântica, em regiões com vegetação de floresta ombrófila pluvial.